# Elisa Rojas
Pour les articles homonymes, voir Rojas.
Elisa Rojas, née le 30 avril 1979 à Santiago du Chili, est une avocate franco-chilienne au barreau de Paris, militante pour les droits des femmes et des personnes en situation de handicap. Elle cofonde notamment le Collectif Luttes et handicaps pour l'égalité et l'émancipation (CLHEE).

## Biographie
Elisa Rojas naît à Santiago du Chili le 30 avril 1979. Elle arrive en France durant sa jeunesse. En situation de handicap, elle a une ostéogenèse imparfaite, maladie génétique rare qui lui impose de se déplacer en fauteuil roulant, et dont les conséquences sont une fragilisation des os et un blocage de la croissance.
Sa famille s'installe brièvement en Bretagne près de Roscoff, puis déménage à Paris. Elle suit une filière littéraire au lycée, puis entame des études de droit après son baccalauréat, jusqu'au DESS Droits de l’homme et international humanitaire. Elle obtient un poste au Conseil de l’Ordre des avocats, dans la défense des recours des réfugiés auxquels un titre de séjour a été refusé[Information douteuse]. Elle se spécialise ensuite dans le droit du travail et les droits des personnes handicapées.
En 2020, elle publie le roman Mister T et moi, présenté dans le magazine Marie Claire comme une « romance politisée ». Dans ce roman, elle montre l'exclusion des femmes handicapées de l'imaginaire affectif et amoureux collectif, raconte comment la protagoniste s'est entendu répondre qu'elle n'avait aucune chance de vivre une histoire amoureuse avec un homme valide, « à cause de son handicap » et décrit aussi sa prise de conscience du phénomène social du validisme,.

## Prises de positions
Elle se fait connaître en 2004, en publiant une tribune qui critique l'aspect misérabiliste du Téléthon.
Elle co-fonde ensuite en 2015 le collectif « Non au report », afin de lutter contre les délais de mise aux normes d'accessibilité des lieux publics pour les personnes handicapées ; ce collectif est à l'origine du CLHEE (Collectif Luttes et handicaps pour l'égalité et l'émancipation).
En plus de son engagement de longue date dans la lutte pour les droits des personnes handicapées, Elisa Rojas milite également pour le féminisme intersectionnel,.
Elle s'oppose régulièrement au président Emmanuel Macron et à sa secrétaire d'État chargée du handicap, Sophie Cluzel, par exemple en dénonçant l'aspect opération de communication de l'initiative DuoDay.
Elle a accusé la militante pro-euthanasie Anne Ratier de vanter et de rentabiliser le meurtre de son fils handicapé.
Lors de l'étude à l'Assemblée nationale du projet de loi sur l'aide à mourir présentée en avril 2024, elle fait état des craintes que le texte suscite chez certaines personnes handicapées, en particulier en matière d'incitation à proposer à une personne handicapée de mourir plutôt que de faciliter son accès aux soins.

## Publication
- Mister T & moi, éditions Marabout, 4 novembre 2020  (ISBN 9782501138574)